# 燈塔廣場 (佛羅里達州)
燈塔廣場（英語：Beacon Square）是位於美國佛羅里達州帕斯科縣的一個人口普查指定地區。

## 地理
燈塔廣場的座標為28°12′44″N 82°44′56″W / 28.21222°N 82.74889°W，而該地最高點為海拔高度2米（即7英尺）。

## 人口
根據2010年美國人口普查的數據，燈塔廣場的面積為5.30平方千米，當中陸地面積為5.20平方千米，而水域面積為0.10平方千米。當地共有人口7263人，而人口密度為每平方千米1,370人。